# 声優DVD企画 宝探し
声優DVD企画 宝探し（せいゆうDVDきかく たからさがし）は、マリン・エンタテインメントより2012年9月12日から2017年11月1日にかけて発売されたDVDシリーズ。

## 概要
とある場所に集められた声優10名（あるいは8名）が、2人1組のチームに分かれ、リアルに宝を探し出す、オリジナルDVDシリーズ。体験型のリアル宝探しや謎解きイベントを企画、制作する株式会社タカラッシュが完全協力している。女性声優版、男性声優版とに分けられており、男性声優版には「リアル宝探し」と銘打たれている。

## 女性声優版

### 宝探し 〜至高のペルソナ〜 in マザー牧場
2012年9月12日に発売された本企画第1弾かつ女性声優版第1弾。ロケ地はマザー牧場（千葉県）。
出演
- 中原麻衣 & 高橋美佳子
- 松来未祐 & 新谷良子
- 藤田咲 & 福原香織
- 竹達彩奈 & 高森奈津美
- 日高里菜 & 小松未可子

ナレーション
- 戸松遥

収録内容
- DISC1『宝探し』本編（通常盤・豪華盤共通）
- DISC2 映像特典（豪華盤のみ）

#### ラジオCD
- 宝探し 〜至高のペルソナ〜 ラジオCD（2012年12月26日発売、MESC-0092）

本企画唯一のラジオCD。パーソナリティーは竹達彩奈、高森奈津美。ゲストは日高里菜、小松未可子。

### 宝探し〜ミネルヴァの箱〜in 河口湖オルゴールの森美術館
2013年3月27日に発売された女性声優版第2弾。ロケ地は河口湖音楽と森の美術館（山梨県）。
出演
- 悠木碧 & 早見沙織
- 野中藍 & 中村繪里子
- 下田麻美 & 井上麻里奈
- 巽悠衣子 & 金元寿子
- 五十嵐裕美 & 上坂すみれ

ナレーション
- 寿美菜子

収録内容
- DISC1『宝探し』本編（通常盤・豪華盤共通）
- DISC2 映像特典（豪華盤のみ）

### 宝探し 探偵学園エデン 〜怪盗アビルからの挑戦〜
2014年2月12日に発売された女性声優版第3弾。ロケ地は旧神奈川県立三崎高等学校校舎（神奈川県）。
出演
- 小倉唯 & 石原夏織
- 茅野愛衣 & 瀬戸麻沙美
- 小清水亜美 & 真堂圭
- 東山奈央 & 種田梨沙
- 佐倉綾音 & 村川梨衣

ナレーション
- 佐藤利奈

収録内容
- DISC1『宝探し』本編（通常盤・豪華盤共通）
- DISC2 映像特典（豪華盤のみ）

## 男性声優版

### 宝探し〜ミライセンシ エピソード0〜in西武園ゆうえんち
2013年10月30日に発売された男性声優版第1弾。ロケ地は西武園ゆうえんち（埼玉県）。
出演
- 小野大輔 & 近藤孝行
- 間島淳司 & 菅沼久義
- 寺島拓篤 & 市来光弘
- 水島大宙 & 木村良平

ナレーション
- 羽多野渉

収録内容（通常盤・限定盤共通）
- DISC1『宝探し』本編
- DISC2 映像特典

### リアル宝探し 邪神ロキの呪い in東京ドイツ村
2015年6月24日に発売された男性声優版第2弾。今回からタイトルが「リアル宝探し」と銘打たれる。ロケ地は東京ドイツ村（千葉県）。
出演
- 小野友樹 & 江口拓也
- 野島裕史 & 野島健児
- 梶裕貴 & 代永翼
- 羽多野渉 & 斉藤壮馬

ナレーション
- 鳥海浩輔

収録内容（通常盤・限定盤共通）
- DISC1『宝探し』本編
- DISC2 映像特典

### リアル宝探し 〜風魔からの挑戦〜 in 小田原
2017年5月3日に発売された男性声優版第3弾。ロケ地はヒルトン小田原リゾート&スパ（神奈川県）。
出演
- 梅原裕一郎 & 山下大輝
- 白井悠介 & 榎木淳弥
- 千葉翔也 & 安達勇人
- 古川慎 & 村田太志
- 小林大紀 & 中島ヨシキ

ナレーション
- 安元洋貴

収録内容（通常盤・限定盤共通）
- DISC1『宝探し』本編
- DISC2 映像特典

### リアル宝探し 〜海神ポセイドーンを封印せよ〜in 横浜・八景島シーパラダイス
2017年11月1日に発売された男性声優版第4弾。ロケ地は八景島シーパラダイス（神奈川県）。
出演
- 花江夏樹 & 八代拓
- 逢坂良太 & 上村祐翔
- 内田雄馬 & 山谷祥生
- 赤羽根健治 & 佐藤拓也
- 野上翔 & 濱野大輝

ナレーション
- 松岡禎丞

収録内容（通常盤・限定盤共通）
- DISC1『宝探し』本編
- DISC2 映像特典『お土産ショッピング対決』